# 赫爾姆斯利
赫爾姆斯利（Helmsley）是英國的一個集鎮和民政教區，位於英格蘭北約克郡。這座小鎮的西部屬於北約克沼澤國家公園

## 外部連結
- 维基导游上有關Helmsley的旅行指南
- Helmsley Archive[]